# Musée géologique national de Varsovie
Le musée géologique national de Varsovie (en polonais : Muzeum Geologiczne Państwowego Instytutu Geologicznego),

## Histoire
Le musée national de Varsovie existe depuis le 1919 dans un bâtiment historique construit entre 1925-1930 selon les plans de Marian Lalewicz.

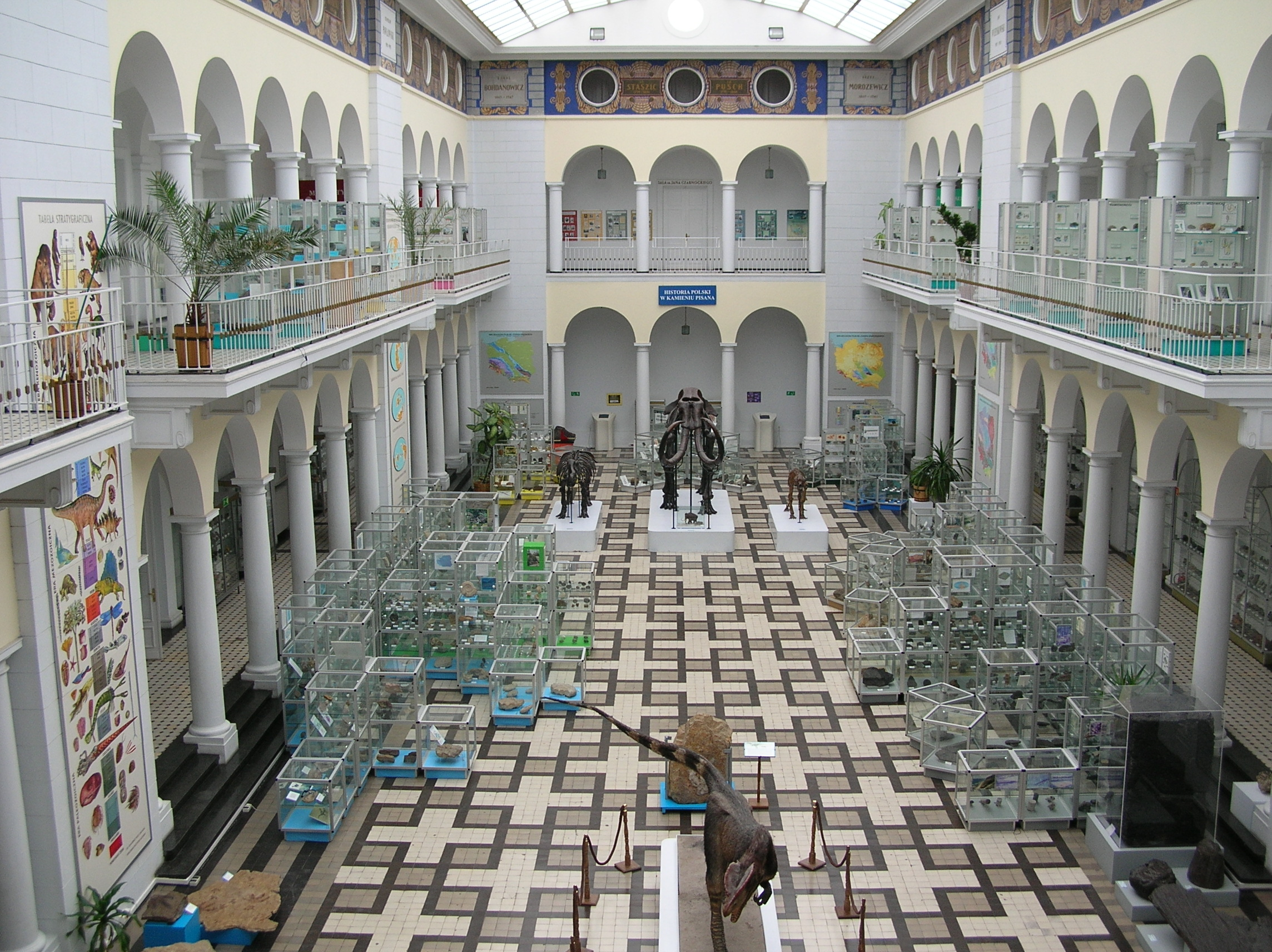
Salle de présentation.

## Collections
La base des collections provient en partie des collectes de Konstanty Grzegorz Branicki qui fut curateur et créateur d'un musée ethnographique à Varsovie. Rôle reprit par son fils Ksawery Branicki.

présentation de squelettes
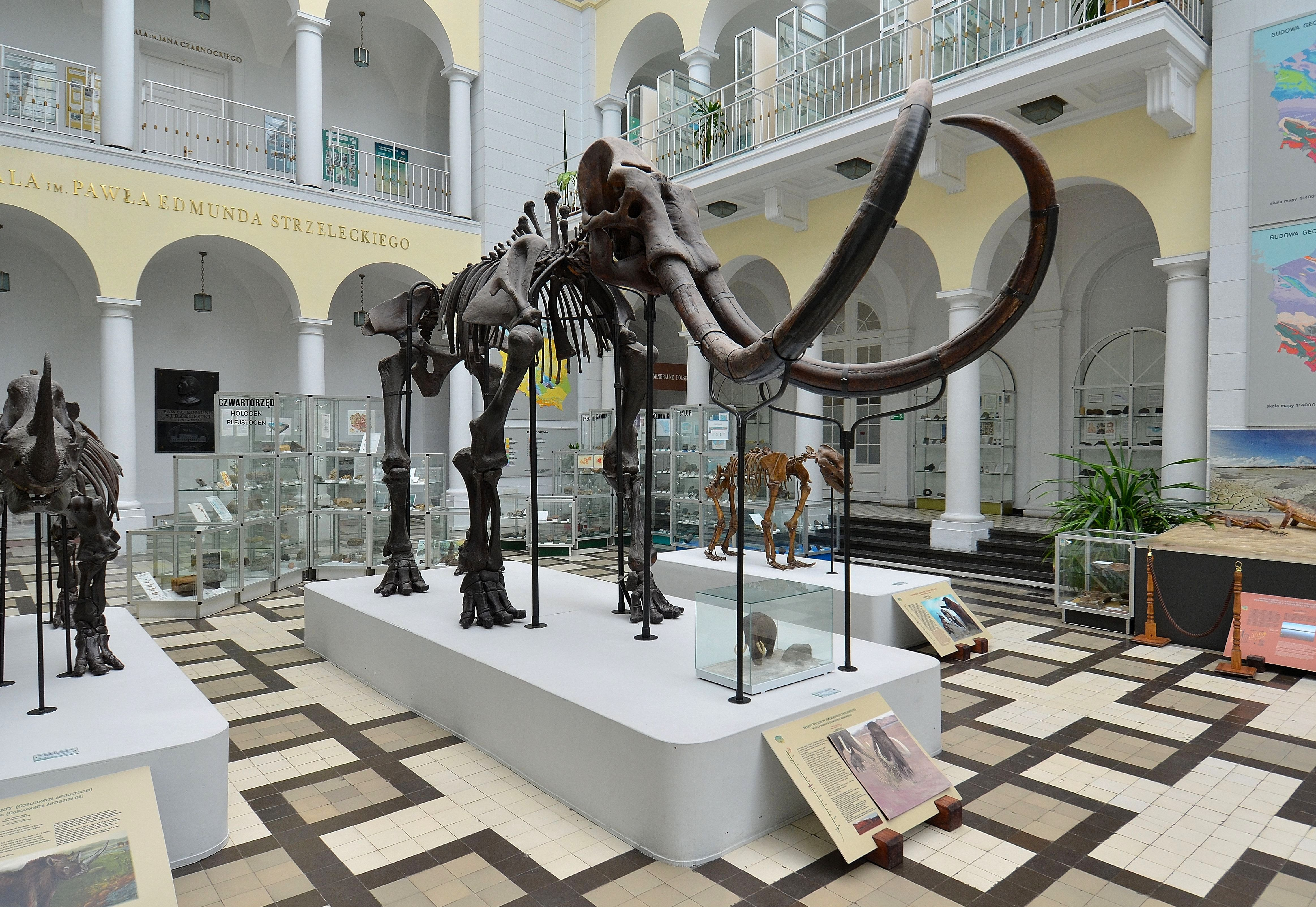
Mammuthus primigenius Blumenbach
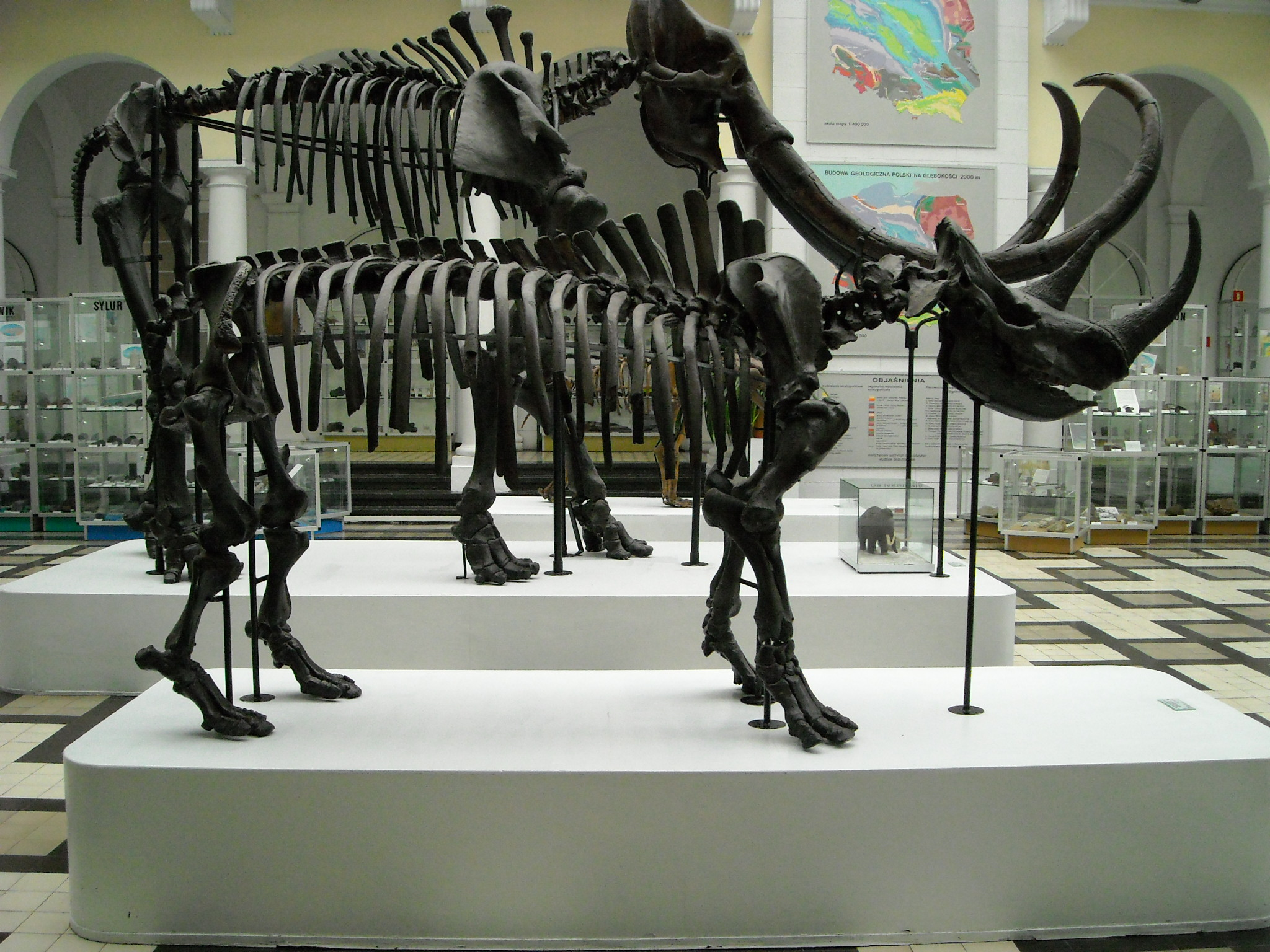
Coelodonta antiquitatis Blumenbach
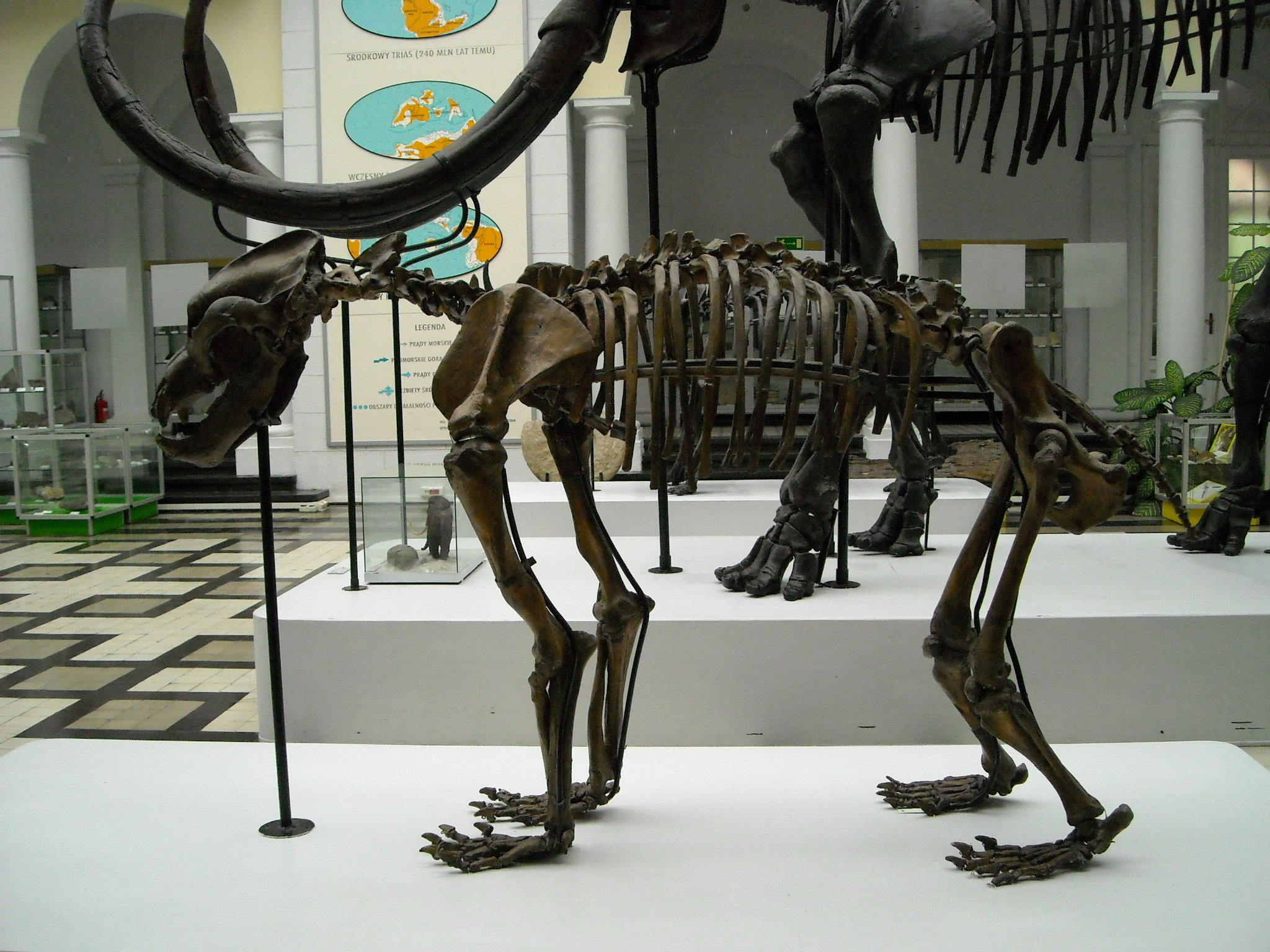
Ursus spelaeus Rosenmüller
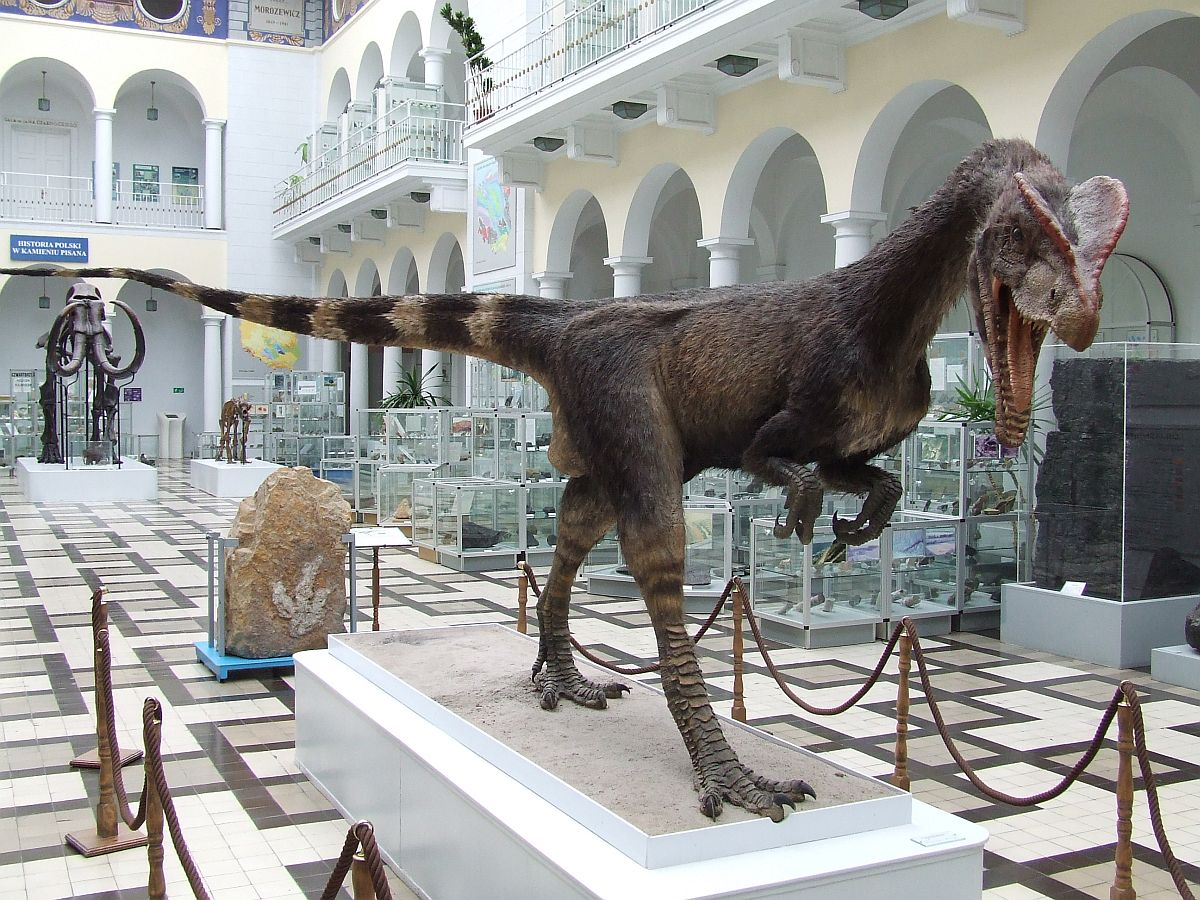
Dilophosaurus wetherilli